# Castelletto Circuit
Castelletto Circuit, noto anche come Motodromo di Castelletto o Circuito di Castelletto di Branduzzo, è un circuito localizzato a Castelletto di Branduzzo nella provincia di Pavia in Lombardia e omologato FMI e CSAI (adesso ACISport).
Vi si svolge il Campionato mondiale Supermoto.